# Hilișeu-Cloșca, Botoșani
Hilișeu-Cloșca este un sat în comuna Hilișeu-Horia din județul Botoșani, Moldova, România.
 Acest articol despre o localitate din județul Botoșani este deocamdată un ciot. Puteți ajuta Wikipedia prin completarea lui.